# Survival (альбом Grand Funk Railroad)
Survival — четвертий студійний і п'ятий в загальному заліку альбом американського рок-гурту Grand Funk Railroad, записаний в студії Cleveland Recording і випущений 15 квітня 1971 році на лейблі Capitol Records. Продюсером альбому незмінно залишався Террі Найт (Terry Knight). Крім власних композицій на диску були два кавери: Feelin' Alright з репертуару Traffic та пісня Gimme Shelter з альбому «Let It Bleed» британського гурту The Rolling Stones. Обидві кавер-версії згодом були випущені як сингли.
Обкладинку альбому Survival розробив американський художник Рік Гріффін, відомий своїми ілюстраціями, які часто використовувалися на обкладинках музичних альбомів та в постерах, особливо наприкінці 60-х, на початку 70-х років.

## Історія з барабанами
Дон Брюер був не в захваті від того, як на платівці звучали його барабани через те, що Террі Найт наполягав накрити їх мембрани кухонними рушниками. Продюсер альбому Survival пішов на такий експеримент, тому що побачив, як Рінго Старр з гурту Бітлз застосовує цю техніку гри у фільмі «Let it be» (1970). Хоча Дон Брюер і не переймався результатом, барабани звучали досить смачно. Їх тріскотіння виявилося набагато щільнішим, що відрізняє Survival від решти альбомів Grand Funk Railroad.
Багато років по тому Дон Брюер згадував, як продюсер альбому Террі Найт намагався відтворити звучання барабанів Рінго Старра, не розуміючи, що у Бітлз це стало можливим завдяки стисненню звуку під час аудіомастерингу. Террі не був настільки знайомий із тонкощами компресії аудіо, тому сказав: «Ми покладемо рушники на барабани».

## Критика
Американський журналіст, музичний критик Лестер Бенгс так подавав свої враження від альбому Survival у часописі «Rolling Stone»:
Виконання та вокал напрочуд вільні від минулої недбалості, і навіть якщо темп часом трохи затянутий, спів принаймні має чіткість і резонанс, а гітарна робота — справжній сюрприз: чиста і ясна, а часом навіть витончена.
Лестер Бенгс відзначив, що Survival — перший альбом, створений навколо певної теми, яка всіх її різноманітних варіаціях має багато спільного як з неприйняттям Grand Funk Rairoad «істеблішментом» поп-культури, так і з відчуттям єдності зі своєю аудиторією. Це пряме вираження тепла, вихлюпнутого до величезної спантеличеної підліткової аудиторії. Музиканти ніби кажуть: послухайте, наші розгубленість і прагнення однакові, і ми потребуємо вас так само, як ви потребуєте нас. Це один з тих гуртів, чий успіх не викликає жодних заздрощів чи обурення з боку їхніх шанувальників.

Журнал Playboy так зустрів появу нового альбому Grand Funk Railroad:
Минулого року гурт заробив понад $5 млн. Цього року менеджер-продюсер Террі Найт прогнозує, що вони можуть заробити вдвічі або втричі більше. І рок-критики, і диск-жокеї ніколи не терпіли їхньої гучної, банальної музики та шалених сценічних виступів. Survival, їхній п’ятий альбом, може все змінити. Крім того, що в день виходу його було продано 1 млн. примірників, диск демонструє набагато більшу турботу про музичні цінності, ніж група демонструвала в минулому.

## Список композицій
Всі пісні написані Марком Фарнером, за винятком зазначених випадків.
| Сторона 1 | Сторона 1                 | Сторона 1   | Сторона 1  |
| #         | Назва                     | Автор       | Тривалість |
| --------- | ------------------------- | ----------- | ---------- |
| 1.        | «Country Road»            |             | 4:22       |
| 2.        | «All You've Got is Money» |             | 5:16       |
| 3.        | «Comfort Me»              |             | 6:48       |
| 4.        | «Feelin' Alright»         | Дейв Мейсон | 4:27       |

| Сторона 2 | Сторона 2                       | Сторона 2                | Сторона 2  |
| #         | Назва                           | Автор                    | Тривалість |
| --------- | ------------------------------- | ------------------------ | ---------- |
| 5.        | «I Want Freedom»                |                          | 6:19       |
| 6.        | «I Can Feel Him in the Morning» | Дон Брюер, Марк Фарнер   | 7:15       |
| 7.        | «Gimme Shelter»                 | Мік Джаггер, Кіт Річардс | 6:29       |

| Бонус-треки | Бонус-треки                                  | Бонус-треки |
| #           | Назва                                        | Тривалість  |
| ----------- | -------------------------------------------- | ----------- |
| 8.          | «I Can't Get Along with Society (Remix)»     | 5:41        |
| 9.          | «Jam (Footstompin' Music)»                   | 4:40        |
| 10.         | «Country Road (Original Version)»            | 7:37        |
| 11.         | «All You've Got is Money (Original Version)» | 8:18        |
| 12.         | «Feelin' Alright (Original Version)»         | 5:57        |

## Про зміст альбому
Учасники гурту шукали для власного виконання пісні інших авторів, які б насправді їм подобалися. Вперше це сталось в роботі над альбомом Grand Funk і цей крок себе виправдав — композиція Inside Looking Out назавжди стала візитівкою гурту, а її виконання було кульмінацією живих концертів Grand Funk Railroad.
Марку Фарнеру сподобалася пісня «Feelin' Alright», а Дону Брюеру — «Gimme Shelter». Тому Террі Найт погодився включити обидві до складу альбому Survival. Музиканти намагались подати їх так, щоб вони були схожі на стиль Grand Funk Railroad. Дехто із фанатів гурту тільки з часом дізнавася, що вказані пісні були написані іншими гуртами.
Дону Брюер пригадував, що вони грали «Gimme Shelter» наживо ще до того, як записали цю пісню для альбому. Вона була одною з тих, якими зазвичай Grand Funk Railroad закривав свої шоу. Завдяки величезному успіху «Gimme Shelter» у виконанні наживо, ця композиція і потрапила в альбомс.
Хоча в ті часи для великих гуртів було звичним робити кавер-версії інших речей, пропонуючи власний погляд на них, але на початку 1971 року стало очевидним репертуарне виснаження Grand Funk Railroad. До цього авторство майже всіх композицій належало Марку Фарнеру, більшість з яких була написана ще до створення гурту.

## Відмінності в бонусних треках
Бонус-треки в перевиданні 2002 року під назвою «Оригінальна версія» мають розширені розділи та деякі зміни у текстах пісень порівняно з треками, випущеними в оригінальному альбомі Survival.
«Feelin' Alright» — це ще один варіант кавер-версії від Traffic, в якому чутно інші інтонації лід-вокалу, інша панорама інструментів у стереоміксі та ще деякі виконавські відмінності. Крім того, додається третій вірш, відсутній на вініловій платівці.
Композиція «Footstompin' Music», яка в подальшому завжди виконувалась гуртом наживо, була записана ще на сесіях «Survival», але не включена в оригінальний реліз. Ця пісня з'явилась тільки в наступному альбомі E Pluribus Funk (1971) з дещо іншим аранжуванням та без слова «Jam» у назві. Вона представлена в концертних альбомах Caught in the Act (1975), Bosnia (1997) та Live: The Tour 1971 (записаний у 1971, випущений в 2002 році).

## Склад
- Марк Фарнер — гітара, клавішні, губна гармоніка, вокал
- Мел Шахер — бас-гітара
- Дон Брюер — ударні, вокал

В цьому альбомі гурт дотримувався свого традиційного тріо-формату, тож усі партії записані самими музикантами Grand Funk Railroad. Партію клавішних в баладі с елементами буги-року «I Can Feel Him in the Morning» виконав Марк Фарнер. У цій композицій, а також у пісні «Gimme Shelter» ведучим вокалістом був Дон Брюер, де його енергійний вокал добре пасує для цієї кавер-версії The Rolling Stones. Усі решта пісень записані з лід-вокалом Марка Фарнера. Так, у пісні	«Feelin' Alright» характерний голос Фарнера додає емоційності, тоді як бек-вокал Дона Брюера урізноманітнює звучання кавер-версії.

## Виробництво
- Terry Knight — продюсер альбому, A Good Knight Production
- Kenneth Hamann — провідний інженер звукозапису, Cleveland Recording
- Рік Гріффін — дизайн обкладинки альбому, оригінальні фото

### Студійні балачки в «I Want Freedom»
Працюючи в студії звукозапису, учасники гурту Grand Funk Railroad звикли записувати багато з того, що відбувалося. При роботі над Survival Террі Найт увімкнув студійний мікрофон, щоб поспілкуватися з музикантами в студії. Це був коротенький обмін думками, і його просто залишили в альбомі, створюючи ефект присутності фанатам гурту. Потім Дон Брюер визнав, що це була помилка: при декілька разовому прослуховуванні композиції «I Want Freedom», поціновувачі гурту пропускали балаканину на початку пісні, щоб насолоджуватись її виконанням.

## LP додатки
Оригінальний випуск LP отримав 8х10 фотографій кожного з трьох учасників гурту Grand Funk Railroad, у позах подібних до зображення трьох печерних людей з обкладники альбому Survival.

## Чарти
Album
| Рік  | Чарт          | Позиція |
| ---- | ------------- | ------- |
| 1971 | Billboard 200 | 6       |
| 1971 | Australia     | 9       |
| 1971 | Канада        | 4       |

Сингли
| Рік  | Сингл             | Чарт              | Позиція |
| ---- | ----------------- | ----------------- | ------- |
| 1971 | «Feelin' Alright» | Billboard Hot 100 | 54      |
| 1971 | «Feelin' Alright» | Канада            | 20      |
| 1971 | «Gimme Shelter»   | Billboard Hot 100 | 61      |
| 1971 | «Gimme Shelter»   | Канада            | 49      |
| 1971 | «Gimme Shelter»   | Німеччина         | 42      |